# Mike Rawlings

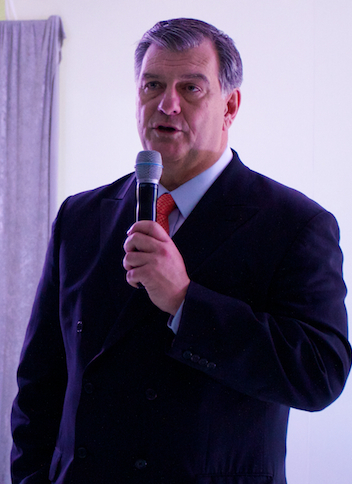
Mike Rawlings (2012)

Mike Rawlings (* 25. August 1954) ist ein US-amerikanischer Politiker und war von 2011 bis 2019 als Nachfolger von Dwaine Caraway 61. Bürgermeister von Dallas

 Vorher war er CEO von Pizza Hut und der Werbeagentur Tracy-Locke.
Rawlings engagiert sich auch gegen häusliche Gewalt, und trat unter anderem zusammen mit Patrick Stewart bei einem Bell Bajao bei den Vereinten Nationen auf.